# Valle Roveto
La valle Roveto (o val Roveto) è una valle situata in provincia dell'Aquila, in Abruzzo.

## Geografia

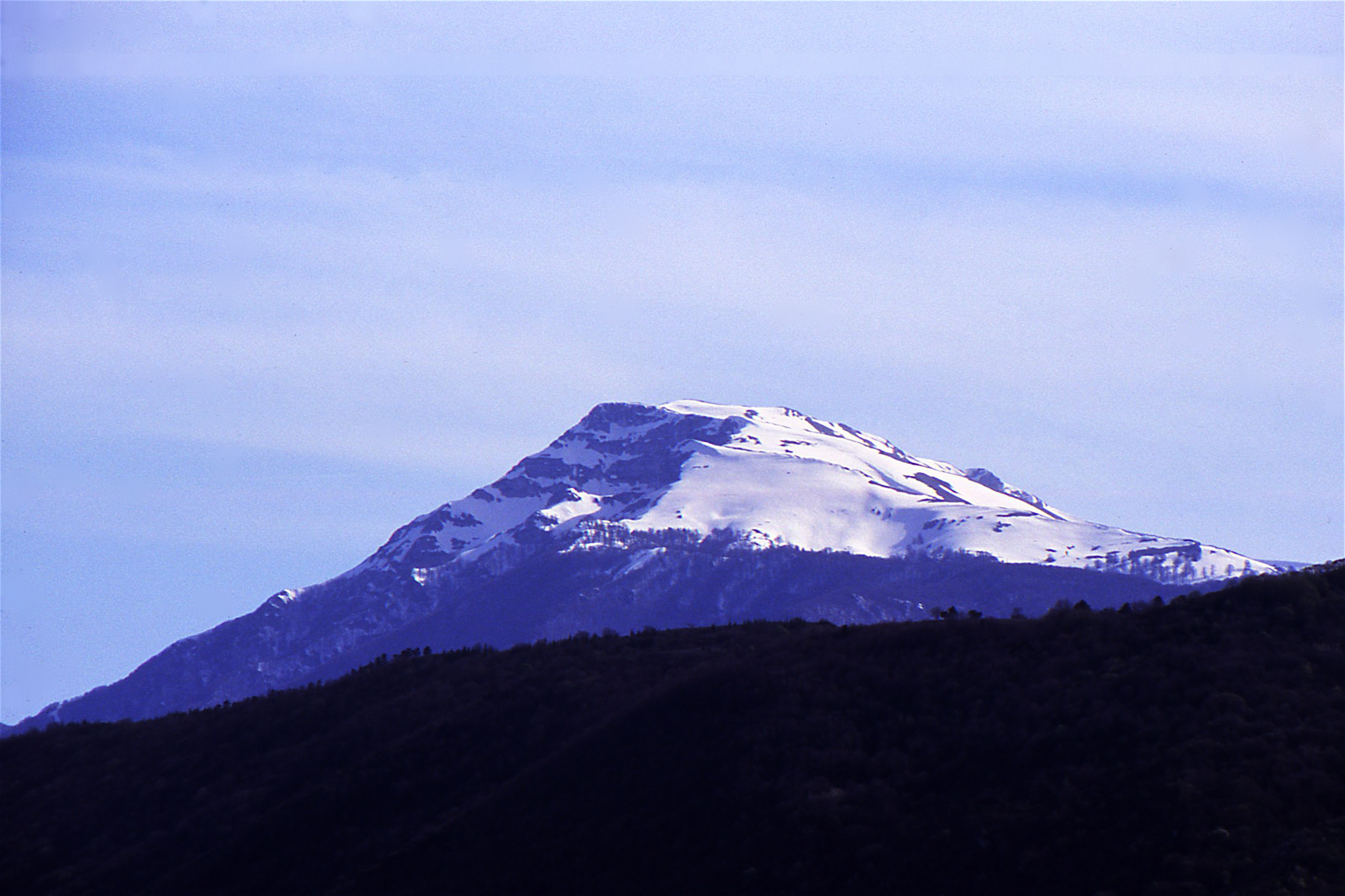
Monte Viglio

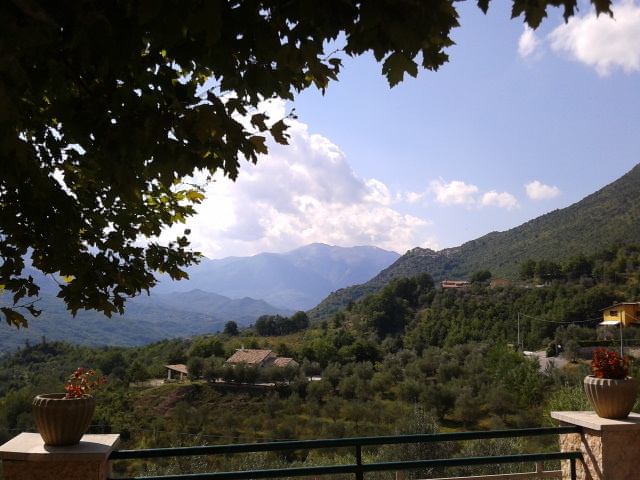
I monti ubertosi della valle visti da San Vincenzo Valle Roveto

La valle, interamente attraversata dal corso del fiume Liri per circa 30 chilometri, è circondata da borghi arroccati, tra i monti Simbruini, Càntari (monte Viglio) ed Ernici (Pizzo Deta), ricchi di flora e fauna tipici dell'Appennino abruzzese. Inizia geograficamente dalla frazione di Pescocanale (Capistrello) e include i comuni di Canistro, Civitella Roveto, Civita d'Antino, Morino, San Vincenzo Valle Roveto e Balsorano.
Delimita i confini abruzzesi da quelli laziali sul versante sud-occidentale caratterizzato dalle catene montuose degli Ernici e dei Càntari. Sul quello orientale invece il gruppo montuoso della Serra Lunga la separa dalla Vallelonga. I rilievi montuosi più importanti sono il monte Viglio (2 156 m s.l.m.) e il Pizzo Deta (2 041 m s.l.m.).

## Storia

Castello Piccolomini di Balsorano

La valle controllata dai Marsi antinati vedeva in Antinum, presso la contemporanea Civita d'Antino, il suo centro principale in epoca italica e fiorente municipio in età imperiale, nonché centro urbano strategico e punto di riferimento amministrativo noto con il nome medievale di Antena. Nell'Alto Medioevo la valle risultò inclusa, come il resto della Marsica, nel ducato di Spoleto, rappresentando il punto più meridionale situato al confine con Sora e con il ducato di Benevento. Il territorio si trovò coinvolto nelle vicende legate alle scorribande dei Saraceni e delle orde ungare che furono al centro delle lotte sanguinose che segnarono tutto il periodo altomedievale.
Successivamente inclusa nei possedimenti della dinastia dei conti dei Marsi tra il IX e il X secolo si svilupparono i nuclei urbani di Balsorano, Civitella Roveto (all'epoca nota con il toponimo di Petrarolo), Meta, Morrea, Pescocanale e Rendinara. In questi ultimi due centri vennero edificati nel XV secolo dai Piccolomini i castelli che furono scelti come residenza anche dai signori e dai baroni delle epoche successive della contea di Celano e in seguito dagli Orsini e dai Colonna, conti di Tagliacozzo ed Albe.

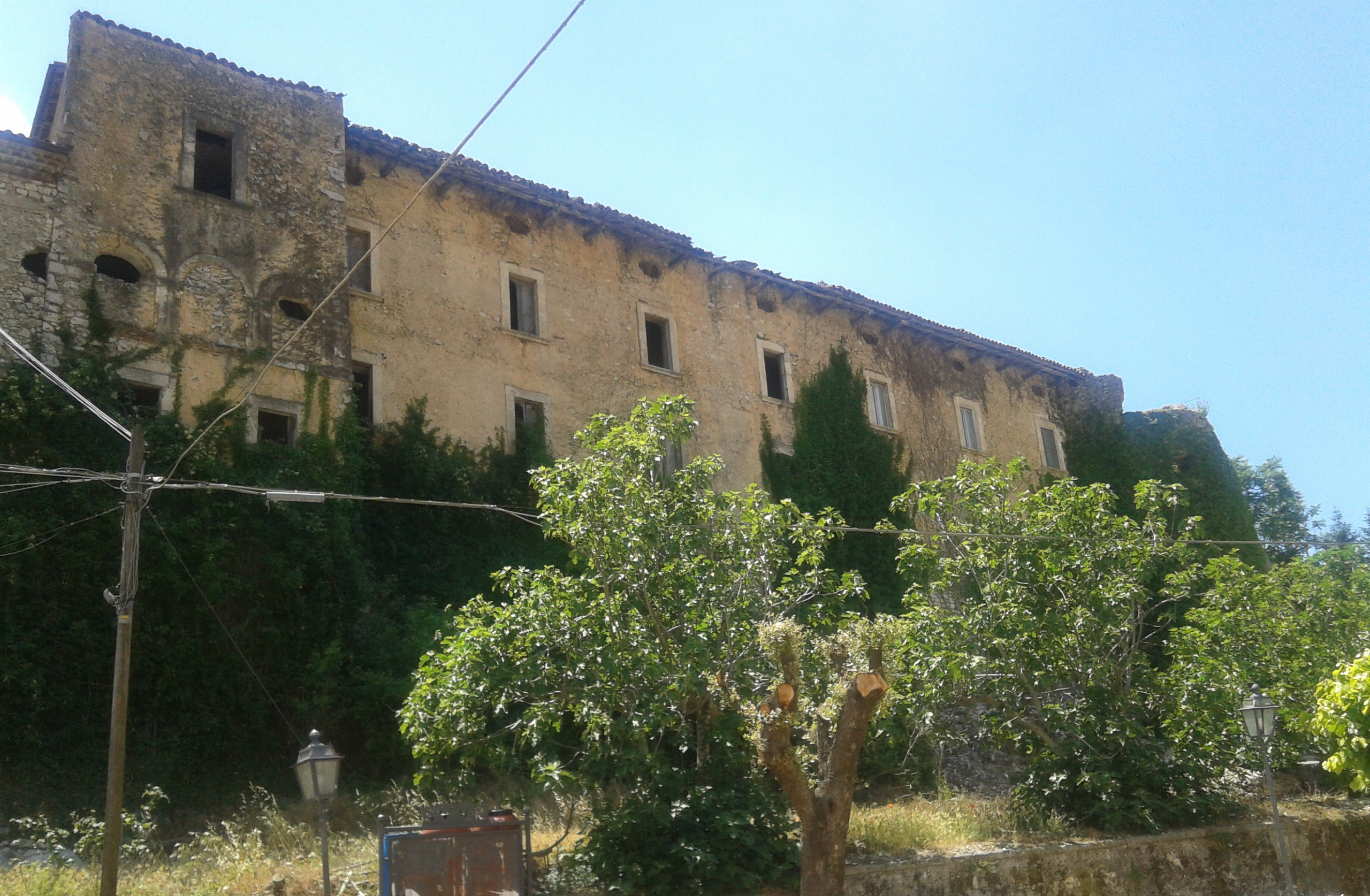
Castello Piccolomini di Morrea

Del Giustizierato d'Abruzzo nato nel 1233 fecero parte i centri di Capranicum, Castellum Novum, Castrum, Civitas Antinae, Civitella, Meta, Morreum, Pesclum Canale, Rendinaria, Rocca di Vivo e Vallis Sorana. 
Dal 5 ottobre del 1273, anno della decadenza del distretto con capoluogo Sulmona, il territorio rovetano venne incluso nell'Abruzzo Ultra.
Nel 1616 una frana causò la distruzione del borgo originario di Roccavivi. Il paese fu ricostruito più in basso, delocalizzando il nuovo nucleo urbano verso il fondovalle.
Qualche anno dopo l'eversione feudale, esattamente nel 1811 il territorio venne organizzato amministrativamente nel circondario di Civitella Roveto che includeva tutti i comuni rovetani dell'epoca e che fece parte del distretto di Avezzano. Nel XIX secolo il territorio rovetano fu al centro delle vicende dei briganti che attraversavano i passi montani tra Roccavivi, San Giovanni Valle Roveto e Collelongo e l'intera valle per raggiungere il Fucino o il fondovalle del Liri.
Dopo l'Unità d'Italia il mandamento di Civitella Roveto, in cui furono inclusi sei comuni rovetani, fece parte del circondario di Avezzano. Fino al 1870 anche il territorio rovetano fu al centro delle vicende del brigantaggio postunitario, soprattutto della banda di Chiavone, che combatté per la restaurazione del governo borbonico.
Tra la fine del XIX secolo e i primi anni del secolo successivo alcuni pittori scandinavi come Kristian Zahrtmann, Peder Severin Krøyer e Peter Christian Skovgaard fondarono a Civita d'Antino la scuola estiva di pittura.
Il 13 gennaio del 1915 il terremoto della Marsica segnò profondamente il territorio. Classificato tra i principali sismi avvenuti in Italia causò oltre 30 000 vittime e distrusse quasi completamente decine di centri e in modo irrimediabile i borghi rovetani di Meta Vecchia e Morino Vecchio. Oltre 500 furono le vittime nel territorio della valle Roveto. In particolare i centri di Balsorano, Canistro, Morino, Morrea, San Vincenzo e San Giovanni vennero ricostruiti più a valle delocalizzando le nuove costruzioni nelle vicinanze della strada nazionale n. 82, mentre solo dopo alcuni decenni furono lentamente recuperati i borghi originari posti in altura.
Situata sull'asse del fronte di Cassino la valle Roveto subì durante la seconda guerra mondiale bombardamenti a tappeto volti a interrompere le comunicazioni stradali e ferroviari della fondovalle del Liri, tra Sora ed Avezzano.
Capistrello fu teatro della tragica vicenda dei 33 martiri torturati e fucilati dai nazisti.  Su queste montagne furono nascosti e aiutati dai contadini dei paesi montani migliaia di alleati in fuga dal campo di concentramento di Avezzano e da quelli abruzzesi. Emblematiche le vicende eroiche dei fratelli Bruno e Mario Durante e di Giuseppe Testa, giovani partigiani catturati a Meta e Morrea, torturati e uccisi dalle SS per non aver rivelato l'ospitalità della popolazione locale ai prigionieri, militari o politici, evasi dai campi di concentramento, evitando gravi ritorsioni da parte nazista.

### Toponimo
In alcuni documenti di Leone Marsicano dell'XI secolo e nelle pergamene di Pietro Diacono del secolo successivo appare il nome Vallis Orbeti (o Vallis Urbeti) ad indicare l'area geografica abruzzese. La prima di una serie di ipotesi etimologiche fa risalire l'origine della denominazione Orbeti ai termini latini "urbs" e "vetus", quindi città vecchia che farebbe riferimento all'antica città di Antinum, centro principale della vallata. Altri carteggi riportano nel corso dei secoli i termini Orveto, Robeto e Rubeto, quindi Roveto con la denominazione contemporanea che sarebbe mutata a seguito delle alterazioni linguistiche dialettali. Un'altra ipotesi lega invece il toponimo al nome del monte Orbetta situato all'imbocco della valle Roveto non distante dal confine meridionale del gruppo montuoso del monte Salviano.

## Comuni
I comuni che ricadono nella valle sono sette:
- Balsorano
- Canistro
- Capistrello (fraz. Pescocanale)
- Civita d'Antino
- Civitella Roveto
- Morino
- San Vincenzo Valle Roveto

La valle Roveto è stata fino al 2008 una delle tre comunità montane della Marsica: le altre erano la comunità montana Marsica 1 e la comunità montana Valle del Giovenco, tutte confluite nella comunità montana Montagna Marsicana.

## Monumenti e luoghi d'interesse

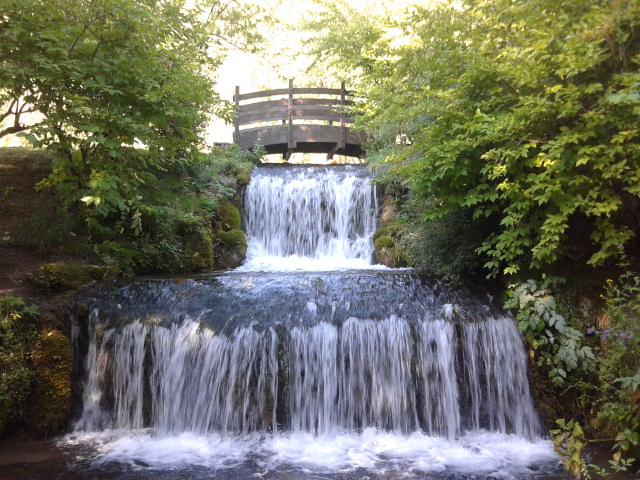
Parco naturale Sponga a Canistro

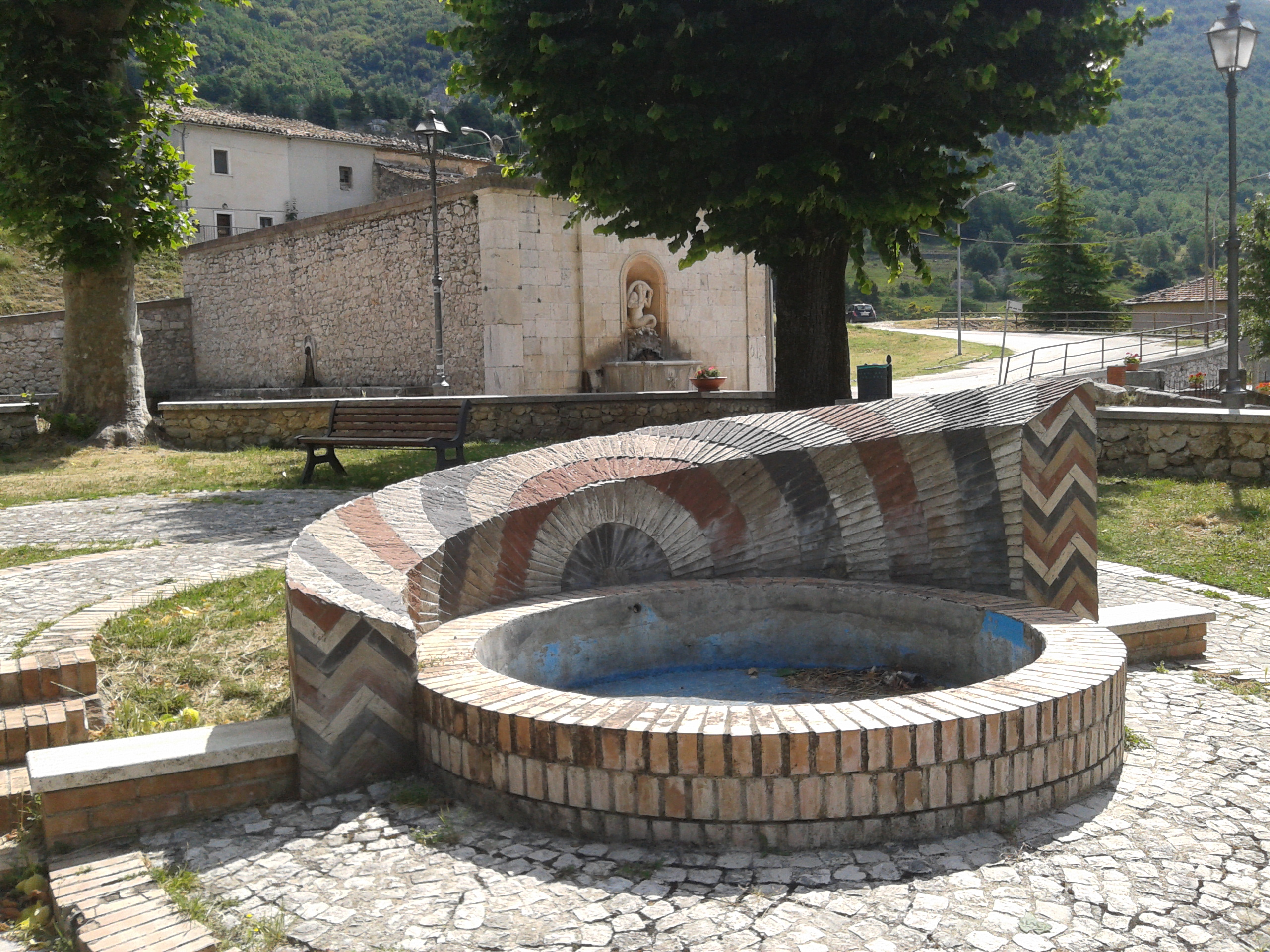
Piazzale Kristian Zahrtmann e la fonte del lavatoio a Civita d'Antino

- Sbocco dell'emissario di Claudio nel comune di Capistrello
- Parco fluviale Rianza a Pescocanale
- Terme di Canistro e parco naturale Sponga
- Civitella Roveto, museo pinacoteca Enrico Mattei, museo etnografico de' Colucci
- Borgo di Meta
- Civita d'Antino, museo Antinum, palazzo Ferrante, osservatorio astronomico della torre dei Colonna e cimitero napoleonico
- Ruderi di Morino Vecchio, riserva naturale guidata Zompo lo Schioppo ed ecomuseo della riserva naturale
- Borgo e castello Piccolomini di Morrea
- Chiesa di Santa Restituta a San Vincenzo Valle Roveto
- Borgo di Rendinara
- Castello Piccolomini di Balsorano
- Borghi antichi di Roccavivi, San Vincenzo e San Giovanni Valle Roveto
- Santuario della Madonna delle Grazie a Roccavivi
- Bosco La Mola a Roccavivi
- Monte Viglio
- Pizzo Deta

### Eremi
Nella valle Roveto sono presenti alcuni romitori come gli eremi di Sant'Angelo a Balsorano, della Madonna della Ritornata a Civita d'Antino, della Madonna del Caùto nel territorio di Grancia di Morino, della Madonna del Romitorio a San Vincenzo Valle Roveto, della Madonna della Fonticella a Canistro e di Santa Maria del Monte a Capistrello. Gli eremi di più contenute dimensioni di Sant'Onofrio al monte Breccioso e di San Janni (San Giovanni Battista) a Case Alfonsi si trovano nel comune di Balsorano.